# امپراتوری استعماری آلمان
عمدهٔ مستعمرات امپراتوری استعماری آلمان (آلمانی: Deutsches Kolonialreich) پس از تقسیم آفریقا در سال ۱۸۸۴ به ابتکار اتو فون بیسمارک به این کشور رسید. در این کنفرانس آلمان بیشتر مناطق آفریقایی را که پیش از آن یکی از قدرت‌های بزرگ تصاحب نکرده بود مستعمرهٔ خود کرد و تبدیل به سومین امپراتوری بزرگ استعماری پس از امپراتوری بریتانیا و فرانسه شد.
آلمان همچنین توانست برخی جزایر را در اقیانوس آرام تحت کنترل خود در بیاورد.
آلمان همهٔ مستعمرات خود را در جریان جنگ جهانی اول و پس از آن از دست داد. آفریقای جنوب باختری آلمان در ۱۹۱۵، کامرون آلمان در ۱۹۱۶، و آفریقای خاوری آلمان در ۱۹۱۸ تسلیم شدند. بنابر پیمان ورسای مستعمرات آلمان تحت قیمومت جامعه ملل یا امپراتوری بریتانیا درآمدند.